# 남영동1985
《남영동1985》(영어: National Security)는 2012년 개봉된 정지영 감독의 대한민국 드라마 영화로, 정치인 김근태가 민주화 운동 시절 민주화운동청년연합 사건으로 남영동 대공분실에 잡혀들어가 22일 동안 받은 고문에 관해 다룬 영화이다.

## 배역
- 박원상 - 김종태(실존 인물 김근태) 역
- 이경영 - 이두한(실존 인물 이근안) 역
- 명계남 - 박전무 역
- 김의성 - 강과장 역
- 서동수 - 백계장 역
- 이천희 - 김계장 역
- 김중기 - 이계장 역

단역
- 강인형 - 군의관 역
- 한승도 - 박비서 역
- 박성근 - 형사 1 역
- 전익수 - 형사 2 역
- 권병길 - 장관 1 역
- 오지혜 - 장관 2 역
- 양기환 - 장관 3 역
- 문정현 - 성준 역
- 라연지 - 성민 역
- 배용근 - 양비서 역
- 배장수 - 대통령 역
- 이창진 - 의경 1 역
- 채원병 - 의경 2 역
- 최필선 - 운전기사 역

특별 출연
- 문성근 - 윤사장 역
- 우희진 - 김종태 아내(실존 인물 인재근) 역

## 반론
이근안은 2012년 12월14일 저서 출판기념회에서 "물고문은 주전자로 조금씩 물을 부어가며 하는 건데 영화에서는 샤워기 끝 부분을 빼버리고 호스 채로 물을 붓더라"면서 "젓가락으로 맞으나 몽둥이로 맞으나 맞은 건 마찬가지 아니겠나. 저도 그걸 보면서 제가 그렇게 악질이었나 하고 울었다"고 말했다. 그는 또 "전기고문은 AA 배터리를 사용하되 (고문 대상자의) 눈을 가려 속임수를 쓰는 건데 영화에서는 자동차 배터리 같은 걸로 나왔다. 그건 처음 보는 물건"이라며 AA 배터리 한 개를 들고 나와 보여주기도 했다.

## 같이 보기
- 김근태
- 이근안